# Metal Gear Acid 2
Metal Gear Acid 2 est un jeu vidéo de stratégie au tour par tour développé par Kojima Productions et édité par Konami en 2006 sur PlayStation Portable. Le titre prend la forme d'un jeu de cartes basé sur l'univers de la série Metal Gear.

## Description
Metal Gear Acid 2 reprend le système de jeu instauré par le premier épisode mais en corrige la plupart des défauts. La difficulté a été revue à la baisse, le rythme de jeu accéléré et les graphismes en cel-shading sont plus colorés (alors que MGA1 reprenait les graphismes de MGS2) ce qui aide à la lisibilité de l'ensemble.
Le jeu a la particularité d'être livré avec le « Solid Eye », un accessoire qui se pose au-dessus de l'écran de la PSP et permet de jouer en relief.
Le joueur incarne une nouvelle fois un certain Snake, qui se révélera ne pas être le Solid Snake des autres épisodes, ainsi qu'un nouveau personnage féminin, Venus, dans une aventure inédite, parallèle à l'histoire principale de la saga.

## Réactions
Gamekult (6/10) :

« Attrayant, bien réglé mais malgré tout linéaire, Metal Gear Acid 2 est le meilleur jeu de stratégie disponible à l'heure actuelle sur PSP en France. »